# Кононенко Григорій Йосипович
Григорій Йосипович Кононе́нко (13 березня 1938, Золота Нива — 5 травня 2006, Київ) — український театральний режисер, художник театру, актор, драматург, педагог. Заслужений діяч мистецтв УРСР з 1973 року, народний артист УРСР з 1979 року. Батько художниці театру Анастасії Кононенко.

## Біографія
Народився 13 березня 1938 року у селі Золотій Ниві (нині Волноваський район Донецької області, Україна). З 1953 року навчався у Дніпропетровському театральному училищі; 1965 року закінчив Харківський інститут мистецтв за фахом «режисер-постановник». Був учнем Феоктиста Александріна.
Протягом 1964—1969 років працював режом-постановником у Харківському українському драматичному театрі імені Тараса Шевченка. 1969 року заснував Дніпропетровський український театр юного глядача імені Ленінського комсомолу, де до 1984 року працював головним режом, художником-постановником, сценаристом; одночасно упродовж 1972—1982 років очолював акторський курс Дніпропетровського театрального училища. Серед учнів: Валерій Більченко, Анатолій Бобер.
У 1984—1987 роках — головний режисер Київського театру російської драми імені Лесі Українки. За сумісництвом з 1985 року — викладач Київського інституту театрального мистецтва імені Івана Карпенка-Карого: доцент з 1996 року; у 1999—2006 роках — професор 2-ї кафедри акторського мистецтва і режисури драми. Помер у Києві 5 травня 2006 року.

## Творчість
театральні ролі
- Хлестаков, Плюшкін — «Ревізор», «Мертві душі» Миколи Гоголя;
- Гамлет — «Гамлет» Вільяма Шекспіра;
- Мітчелл Браун — «Вранці в день святого Патріка» за Шарлоттою Армстронг (1970, режисер О. Андреєв, телевистава);

ролі у кіно
- Барон фон Фосс — «В'язні Бомона» (1970, режисер Юрій Лисенко);
- Анатольєв — «Минуле повернути» (1988, режисери Валерій Харченко, Валентин Паращук).

оформив вистави
- «Антігона» Софокла (1963),
- «Бурею народжений» Ю. Принцева (1971);
- «Салют» за власним сценарієм (1972);
- «Зупиніть Малахова!» за Валерієм Аграновським (1978);
- «Тяжка кров» за Ю. Яковлєвим (1982);

поставив вистави
- «Скарби Флінта» Ю. Осноса за Робертом Стівенсоном (1970);
- «Недоросток» Дениса Фонвізіна (1971);
- «Божественна комедія» Яна Дрди, Ісидора Штока (1973);
- «Репортаж, писаний під шибеницею» за Юліусом Фучиком (1973; диплом 1-го ступеня Міністерства культури СРСР і Всеросійського театрального товариства на фестивалі Чехословацької драматургії, 1973);
- «У списках не значився» за Борисом Васильєвим (1974);
- «Комуніст» за Євгеном Габриловичем (1976; диплом 1-го ступеня Міністерства культури УРСР, 1976);
- «На всякого мудреця доволі простоти» Олександра Островського (1977);
- «Я прийшов дати вам волю» за Василем Шукшиним (1980; диплом Міністерства культури УРСР, 1980);
- «Острів скарбів» за Робертом Стівенсоном (1985);
- «Іван і Мар'я» Анатолія Кудрявцева (1987);
- «Сто тисяч» Івана Карпенка-Карого (1989, Миколаївський академічний український театр драми і музичної комедії);
- «Річард III» Ввльяма Шекспіра і «Витівки Скапена» Мольєра (1991, Криворізький театр драми та музичної комедії імені Т. Г. Шевченка)
- «Марія Тюдор» Віктора Гюго (1994, Житомирський український музично-драматичний театр).

## Вшанування
У 2008 році, до 70-річчя з дня народженя митця, у Дніпропетровську видано книгу спогадів «Театр Григорія Кононенка». Упорядники: В. В. Макогонов, В. О. Пахманов. ISBN 978-966-96813-2-4.